# Баром Реатеа IX
Баром Реатеа V (кхмер. បរមរាជាទី៥), урожденный Ang Sô (кхмер. អង្គសូរ, 1628 или 1632 — декабрь 1672 или 1672) — король Камбоджи (1658—1672). Правил под именем Парамараджа IX (санскр. Paramaraja IX) или Баром Реатеа IX (кхмер. បរមរាជាទី៩).
Восстановил буддизм в качестве государственной религии.
Полное тронное имя — Брхат Каруна Вишеша Брхат Пада Самдач Сдач Брхат Раджанкария Парама Раджадхираджа Рамадипати Шри Сурия Варман Парамабанса Чакрапати Сандхит Джая Ишвара Камбул Камбуджа Маха Индрапати Гуруратта Раджадхани Мандисила Махастана Парама Бупати Джая Амачас Дживитха Лудхибана (санскр. Brhat Karuna Visesa Brhat Pada Samdach Sdach Brhat Rajankariya Parama Rajadhiraja Ramadipati Sri Suriya Varman Paramabansa Chakrapati Sandhit Jaya Isvara Kambul Kambuja Maha Indrapati Gururatta Rajadhani Mandisila Mahasthana Parama Bupati Jaya Amachas Jivitha Ludhibana).

## Биография
Анг Со родился в 1628 году, был вторым сыном регента Утая. В 1658 году Понхеа Тян (султан Ибрагим) сверг Утая и убил его семью. Анг Со и его брат Анг Тан подняли восстания против Тяна.
Получив поддержку от вьетнамской армии, в октябре 1658 года они перешли в наступление. В морском сражении они убили своего брата Анг Эма, который встал на сторону Понхеа Тяна.  Вьетнамцы пленили Тяна, заперли его в железной клетке и доставили в Куангбинь, где тот вскоре умер.
Анг Со взошел на престол в 1658 году под именем Баром Реатеа VIII. За оказанную новый король разрешил вьетнамцам поселиться в Камбодже и владеть землей, а также согласился платить дань двору Хюэ.
В декабре 1672 года Баром Реатеа VIII был убит своим племянником Чей Четтой III .